# 2024–2025-ös angol labdarúgó-bajnokság (első osztály)
A 2024–2025-ös angol labdarúgó-bajnokság a Premier League 33. szezonja, összességében a 126. profi angol bajnoki szezon. A Manchester City a címvédő, a bajnoki címet története során 20. alkalommal a Liverpool nyerte, másodjára a Premier League-érában.
Az őszi válogatott szünetet követően került bevezetésre a bajnokságban a félautomata-lesrendszer. A Southampton a szezonban minden idők leghamarabb kiesett csapata lett, mindössze 31 forduló után, április 6-án.

## Csapatok
Húsz csapat vett részt a bajnokságban, az előző szezon legjobb tizenhét csapata és a három csapat, amely feljutott a másodosztályból. A 2023–2024-es szezon utolsó napjáig kellett várni az összes bennmaradó csapat kilétének eldőlésére, a Sheffield United, a Burnley és a Luton Town estek ki. A csapatok, amelyek automatikusan feljutottak a másodosztályból az előző szezonban kiesett Leicester City és az Ipswich Town voltak, míg a rájátszás döntőjében a Southampton 1–0 arányban tudta megverni a Leeds United csapatát, így egy év után visszatértek az élvonalba.
Ismét London a város a legtöbb csapattal a bajnokságban, miután az előző szezonban is hét csapatot indított a ligában.

### Csapatváltozások
| Feljutott az első osztályba | Kiesett a másodosztályba |
| --------------------------- | ------------------------ |
| Leicester City              | Luton Town               |
| Ipswich Town                | Burnley                  |
| Southampton                 | Sheffield United         |

### Stadionok és adatok
Ez volt az Everton utolsó szezonja a Goodison Parkban, mielőtt az Hill Dickinson Stadionba költöznek.
| Csapat                  | Város                     | Stadion                      | Befogadóképesség |
| ----------------------- | ------------------------- | ---------------------------- | ---------------- |
| Arsenal                 | London (Holloway)         | Emirates Stadion             | 60 704           |
| Aston Villa             | Birmingham                | Villa Park                   | 42 657           |
| Bournemouth             | Bournemouth               | Dean Court                   | 11 307           |
| Brentford               | London (Brentford)        | Brentfordi Közösségi Stadion | 17 250           |
| Brighton & Hove Albion  | Brighton                  | Falmer Stadion               | 31 800           |
| Chelsea                 | London (Fulham)           | Stamford Bridge              | 40 834           |
| Crystal Palace          | London (Selhurst)         | Selhurst Park                | 25 486           |
| Everton                 | Liverpool (Walton)        | Goodison Park                | 39 414           |
| Fulham                  | London (Fulham)           | Craven Cottage               | 22 384           |
| Ipswich Town            | Ipswich                   | Portman Road                 | 29 673           |
| Leicester City          | Leicester                 | King Power Stadion           | 32 262           |
| Liverpool               | Liverpool (Anfield)       | Anfield                      | 53 394           |
| Manchester City         | Manchester (Bradford)     | Manchesteri Városi Stadion   | 53 400           |
| Manchester United       | Manchester (Old Trafford) | Old Trafford                 | 74 031           |
| Newcastle United        | Newcastle upon Tyne       | St James’ Park               | 52 305           |
| Nottingham Forest       | West Bridgford            | Városi Stadion               | 30 332           |
| Southampton             | Southampton               | St. Mary Stadion             | 32 384           |
| Tottenham Hotspur       | London (Tottenham)        | Tottenham Hotspur Stadion    | 62 850           |
| West Ham United         | London (Stratford)        | London Stadion               | 62 500           |
| Wolverhampton Wanderers | Wolverhampton             | Molineux Stadion             | 31 750           |

### Áttekintés
| Csapat                  | Menedzser           | Csapatkapitány     | Mezgyártó | Szponzor (mellkas)  | Szponzor (kar)       |
| ----------------------- | ------------------- | ------------------ | --------- | ------------------- | -------------------- |
| Arsenal                 | Mikel Arteta        | Martin Ødegaard    | Adidas    | Emirates            | Visit Rwanda         |
| Aston Villa             | Unai Emery          | John McGinn        | Adidas    | Betano              | Trade Nation         |
| Bournemouth             | Andoni Iraola       | Adam Smith         | Umbro     | bj88                | LEOS International   |
| Brentford               | Thomas Frank        | Christian Nørgaard | Umbro     | Hollywoodbets       | PensionBee           |
| Brighton & Hove Albion  | Fabian Hürzeler     | Lewis Dunk         | Nike      | American Express    | Experience Kissimmee |
| Chelsea                 | Enzo Maresca        | Reece James        | Nike      | Damac               | Fever                |
| Crystal Palace          | Oliver Glasner      | Marc Guéhi         | Macron    | NET88               | Kaiyun Sports        |
| Everton                 | David Moyes         | Séamus Coleman     | Castore   | Stake.com           | Christopher Ward     |
| Fulham                  | Marco Silva         | Tom Cairney        | Adidas    | SBOTOP              | WebBeds              |
| Ipswich Town            | Kieran McKenna      | Sam Morsy          | Umbro     | +–=÷× Tour          | HaloITSM             |
| Leicester City          | Ruud van Nistelrooy | Jamie Vardy        | Adidas    | BC.GAME             | Bia Saigon           |
| Liverpool               | Arne Slot           | Virgil van Dijk    | Nike      | Standard Chartered  | Expedia              |
| Manchester City         | Pep Guardiola       | Kevin De Bruyne    | Puma      | Etihad Airways      | OKX                  |
| Manchester United       | Rúben Amorim        | Bruno Fernandes    | Adidas    | Qualcomm Snapdragon | DXC Technology       |
| Newcastle United        | Eddie Howe          | Bruno Guimarães    | Adidas    | Sela                | Noon                 |
| Nottingham Forest       | Nuno Espírito Santo | Ryan Yates         | Adidas    | Kaiyun Sports       | Ideagen              |
| Southampton             | Simon Ruskmb.       | Jack Stephens      | Puma      | Rollbit             | P&O Cruises          |
| Tottenham Hotspur       | Ange Postecoglou    | Szon Hungmin       | Nike      | AIA                 | Kraken               |
| West Ham United         | Graham Potter       | Jarrod Bowen       | Umbro     | Betway              | QuickBooks           |
| Wolverhampton Wanderers | Vítor Pereira       | Nélson Semedo      | Sudu      | DEBET               | JD Sports            |

1. ↑  Hürzeler 31 évesen a Premier League történetének legfiatalabb edzője lett.
2. ↑  A gaboni Mario Lemina a Wolverhampton Wanderers csapatkapitánya volt 2024. december 13-ig, amikor a West Ham United elleni előző meccsen történt incidens miatt megfosztották a szerepétől.[60]

### Edzőváltások
| Csapat                  | Távozó                               | Indok                    | Távozás dátuma     | Klub helyezése         | Érkező                               | Kinevezés dátuma   |
| ----------------------- | ------------------------------------ | ------------------------ | ------------------ | ---------------------- | ------------------------------------ | ------------------ |
| Liverpool               | Jürgen Klopp                         | Lemondott                | 2024. május 19.    | A szezon kezdete előtt | Arne Slot                            | 2024. június 1.    |
| Brighton & Hove Albion  | Roberto De Zerbi                     | Közös megegyezés         | 2024. május 19.    | A szezon kezdete előtt | Fabian Hürzeler                      | 2024. június 15.   |
| West Ham United         | David Moyes                          | Szerződés lejárta        | 2024. május 19.    | A szezon kezdete előtt | Julen Lopetegui                      | 2024. július 1.    |
| Chelsea                 | Mauricio Pochettino                  | Közös megegyezés         | 2024. május 21.    | A szezon kezdete előtt | Enzo Maresca                         | 2024. június 3.    |
| Leicester City          | Enzo Maresca                         | Leszerződtette a Chelsea | 2024. június 3.    | A szezon kezdete előtt | Steve Cooper                         | 2024. június 20.   |
| Manchester United       | Erik ten Hag                         | Kirúgva                  | 2024. október 28.  | 14.                    | Ruud van Nistelrooymb.               | 2024. október 28.  |
| Manchester United       | Ruud van Nistelrooymb.               | Megbízott kinevezés vége | 2024. november 11. | 13.                    | Rúben Amorim                         | 2024. november 11. |
| Leicester City          | Steve Cooper                         | Kirúgva                  | 2024. november 24. | 16.                    | Ben Dawsonmb.                        | 2024. november 24. |
| Leicester City          | Ben Dawsonmb.                        | Megbízott kinevezés vége | 2024. december 1.  | 16.                    | Ruud van Nistelrooy                  | 2024. december 1.  |
| Wolverhampton Wanderers | Gary O’Neil                          | Kirúgva                  | 2024. december 15. | 19.                    | Vítor Pereira                        | 2024. december 19. |
| Southampton             | Russell Martin                       | Kirúgva                  | 2024. december 15. | 20.                    | Simon Ruskmb.                        | 2024. december 15. |
| Southampton             | Simon Ruskmb.                        | Megbízott kinevezés vége | 2024. december 22. | 20.                    | Ivan Jurić                           | 2024. december 22. |
| West Ham United         | Julen Lopetegui                      | Kirúgva                  | 2025. január 8.    | 14.                    | Graham Potter                        | 2025. január 9.    |
| Everton                 | Sean Dyche                           | Kirúgva                  | 2025. január 9.    | 16.                    | Leighton Bainesmb. Séamus Colemanmb. | 2025. január 9.    |
| Everton                 | Leighton Bainesmb. Séamus Colemanmb. | Megbízott kinevezés vége | 2025. január 11.   | 16.                    | David Moyes                          | 2025. január 11.   |
| Southampton             | Ivan Jurić                           | Kirúgva                  | 2025. április 7.   | 20.                    | Simon Ruskmb.                        | 2025. április 7.   |

- mb. – megbízott

## Átigazolások
A 2024–2025-ös szezont megelőző nyáron az angol bajnokság csapatai összesen több, mint 2,3 milliárd eurót költöttek el játékosokra, ami közel 500 millióval kevesebb volt, mint az előző nyáron. Ebben nagy szerepet játszott az is, hogy az előző évadban több csapatot is megbüntettek a pénzügyi szabályok megszegéséért, így sok klub visszafogottabban költekezett. Ezek mellett viszont az eladott játékosokból összeszedett bevétel meghaladta az előző évit, az 1,6 milliárdos összeg majdnem 80 millió euróval több volt, mint 2023-ban. Ezek mellett a különbség is sokkal kisebb volt, a csapatok fél milliárd euróval kevesebbet veszítettek, mint egy évvel korábban.
A nyáron sok kritika érte a Premier League pénzügyi szabályait (PSR), amiért magas profitértékük miatt közvetetten arra ösztönözte a csapatokat, hogy adják el saját nevelésű játékosaikat.
A januári átigazolási időszak a szokásokhoz hasonlóan nem volt annyira mozgalmas, mint a nyár, de ennek ellenére a liga történetének harmadik legnagyobb költekezésével járó téli átigazolási időszak volt (csak 2022 és 2023 előzte meg). A csapatok 485 millió eurót költöttek el, amelyből 218 milliót az évek óta először gyengén kezdő Manchester City aktivitása tett ki (44%, közel annyi, mint a 19 másik csapat összesítve), akik az egyetlen csapat voltak, amely átlépte az 50 millió fontos költekezést (csak a Chelsea költött náluk többet egy télen, 2023-ban), többek között leigazolva Omar Marmúst 75 millió euróért, a januári időszak legnagyobb kiadásaként. Elhagyta a bajnokságot ezek mellett 77 millió euróért Jhon Durán is, Szaúd-Arábiába igazolt. Nyolc csapat egyáltalán nem költött.

## Tabella
| Hely. | Csapat                  | M  | Gy | D  | V  | G+ | G– | Gk  | P  | Továbbjutás vagy kiesés            |
| ----- | ----------------------- | -- | -- | -- | -- | -- | -- | --- | -- | ---------------------------------- |
| 1.    | Liverpool               | 38 | 25 | 9  | 4  | 86 | 41 | +45 | 84 | Bajnokok Ligája-alapszakasz        |
| 2.    | Arsenal                 | 38 | 20 | 14 | 4  | 69 | 34 | +35 | 74 | Bajnokok Ligája-alapszakasz        |
| 3.    | Manchester CityCV       | 38 | 21 | 8  | 9  | 72 | 44 | +28 | 71 | Bajnokok Ligája-alapszakasz        |
| 4.    | Chelsea                 | 38 | 20 | 9  | 9  | 64 | 43 | +21 | 69 | Bajnokok Ligája-alapszakasz        |
| 5.    | Newcastle United        | 38 | 20 | 6  | 12 | 68 | 47 | +21 | 66 | Bajnokok Ligája-alapszakasz        |
| 6.    | Aston Villa             | 38 | 19 | 9  | 10 | 58 | 51 | +7  | 66 | Európa-liga-alapszakasz            |
| 7.    | Nottingham Forest       | 38 | 19 | 8  | 11 | 58 | 46 | +12 | 65 | Európa Konferencia Liga, rájátszás |
| 8.    | Brighton & Hove Albion  | 38 | 16 | 13 | 9  | 66 | 59 | +7  | 61 |                                    |
| 9.    | Bournemouth             | 38 | 15 | 11 | 12 | 58 | 46 | +12 | 56 |                                    |
| 10.   | Brentford               | 38 | 16 | 8  | 14 | 66 | 57 | +9  | 56 |                                    |
| 11.   | Fulham                  | 38 | 15 | 9  | 14 | 54 | 54 | 0   | 54 |                                    |
| 12.   | Crystal Palace          | 38 | 13 | 14 | 11 | 52 | 52 | 0   | 53 | Európa-liga-alapszakasz            |
| 13.   | Everton                 | 38 | 11 | 15 | 12 | 42 | 44 | −2  | 48 |                                    |
| 14.   | West Ham United         | 38 | 11 | 10 | 17 | 46 | 62 | −16 | 43 |                                    |
| 15.   | Manchester United       | 38 | 11 | 9  | 18 | 45 | 55 | −10 | 42 |                                    |
| 16.   | Wolverhampton Wanderers | 38 | 12 | 6  | 20 | 54 | 69 | −15 | 42 |                                    |
| 17.   | Tottenham Hotspur       | 38 | 11 | 5  | 22 | 64 | 65 | −1  | 38 | Bajnokok Ligája-alapszakasz        |
| 18.   | Leicester CityÚ         | 38 | 6  | 7  | 25 | 33 | 80 | −47 | 25 | Kiesett az EFL Championshipbe      |
| 19.   | Ipswich TownÚ           | 38 | 4  | 10 | 24 | 36 | 82 | −46 | 22 | Kiesett az EFL Championshipbe      |
| 20.   | SouthamptonÚ            | 38 | 2  | 6  | 30 | 26 | 86 | −60 | 12 | Kiesett az EFL Championshipbe      |

1. ↑  Az UEFA-együttható következtében a Premier League kapott egy ötödik UEFA-bajnokok ligája helyet, illetve egy hatodikat a 2024–2025-ös Európa-liga győztesével.
2. ↑  A Crystal Palace az FA-Kupa megnyerésével jutott az Európa-ligába.
3. ↑  A Crystal Palace az FA-Kupa megnyerésével jutott az Európa-ligába.
4. ↑  Az UEFA-együttható következtében a Premier League kapott egy ötödik UEFA-bajnokok ligája helyet, illetve egy hatodikat a 2024–2025-ös Európa-liga győztesével.

## Mérkőzések
| Hazai \ Vendég          | ARS | AVL | BOU | BRE | BHA | CHE | CRY | EVE | FUL | IPS | LEI | LIV | MCI | MUN | NEW | NFO | SOU | TOT | WHU | WOL |
| ----------------------- | --- | --- | --- | --- | --- | --- | --- | --- | --- | --- | --- | --- | --- | --- | --- | --- | --- | --- | --- | --- |
| Arsenal                 | —   | 2–2 | 1–2 | 1–1 | 1–1 | 1–0 | 2–2 | 0–0 | 2–1 | 1–0 | 4–2 | 2–2 | 5–1 | 2–0 | 1–0 | 3–0 | 3–1 | 2–1 | 0–1 | 2–0 |
| Aston Villa             | 0–2 | —   | 1–1 | 3–1 | 2–2 | 2–1 | 2–2 | 3–2 | 1–0 | 1–1 | 2–1 | 2–2 | 2–1 | 0–0 | 4–1 | 2–1 | 1–0 | 2–0 | 1–1 | 3–1 |
| Bournemouth             | 2–0 | 0–1 | —   | 1–2 | 1–2 | 0–1 | 0–0 | 1–0 | 1–0 | 1–2 | 2–0 | 0–2 | 2–1 | 1–1 | 1–1 | 5–0 | 3–1 | 1–0 | 1–1 | 0–1 |
| Brentford               | 1–3 | 0–1 | 3–2 | —   | 4–2 | 0–0 | 2–1 | 1–1 | 2–3 | 4–3 | 4–1 | 0–2 | 2–2 | 4–3 | 4–2 | 0–2 | 3–1 | 0–2 | 1–1 | 5–3 |
| Brighton & Hove Albion  | 1–1 | 0–3 | 2–1 | 0–0 | —   | 3–0 | 1–3 | 0–1 | 2–1 | 0–0 | 2–2 | 3–2 | 2–1 | 2–1 | 1–1 | 2–2 | 1–1 | 3–2 | 3–2 | 2–2 |
| Chelsea                 | 1–1 | 3–0 | 2–2 | 2–1 | 4–2 | —   | 1–1 | 1–0 | 1–2 | 2–2 | 1–0 | 3–1 | 0–2 | 0–1 | 2–1 | 1–1 | 4–0 | 1–0 | 2–1 | 3–1 |
| Crystal Palace          | 1–5 | 4–1 | 0–0 | 1–2 | 2–1 | 1–1 | —   | 1–2 | 0–2 | 1–0 | 2–2 | 0–1 | 2–2 | 0–0 | 1–1 | 1–1 | 2–1 | 1–0 | 0–2 | 4–2 |
| Everton                 | 1–1 | 0–1 | 2–3 | 0–0 | 0–3 | 0–0 | 2–1 | —   | 1–1 | 2–2 | 4–0 | 2–2 | 0–2 | 2–2 | 0–0 | 0–2 | 2–0 | 3–2 | 1–1 | 4–0 |
| Fulham                  | 1–1 | 1–3 | 2–2 | 2–1 | 3–1 | 1–2 | 0–2 | 1–3 | —   | 2–2 | 2–1 | 3–2 | 0–2 | 0–1 | 3–1 | 2–1 | 0–0 | 2–0 | 1–1 | 1–4 |
| Ipswich Town            | 0–4 | 2–2 | 1–2 | 0–1 | 0–2 | 2–0 | 0–1 | 0–2 | 1–1 | —   | 1–1 | 0–2 | 0–6 | 1–1 | 0–4 | 2–4 | 1–2 | 1–4 | 1–3 | 1–2 |
| Leicester City          | 0–2 | 1–2 | 1–0 | 0–4 | 2–2 | 1–2 | 0–2 | 1–1 | 0–2 | 2–0 | —   | 0–1 | 0–2 | 0–3 | 0–3 | 1–3 | 2–0 | 1–1 | 3–1 | 0–3 |
| Liverpool               | 2–2 | 2–0 | 3–0 | 2–0 | 2–1 | 2–1 | 1–1 | 1–0 | 2–2 | 4–1 | 3–1 | —   | 2–0 | 2–2 | 2–0 | 0–1 | 3–1 | 5–1 | 2–1 | 2–1 |
| Manchester City         | 2–2 | 2–1 | 3–1 | 2–1 | 2–2 | 3–1 | 5–2 | 1–1 | 3–2 | 4–1 | 2–0 | 0–2 | —   | 1–2 | 4–0 | 3–0 | 1–0 | 0–4 | 4–1 | 1–0 |
| Manchester United       | 1–1 | 2–0 | 0–3 | 2–1 | 1–3 | 1–1 | 0–2 | 4–0 | 1–0 | 3–2 | 3–0 | 0–3 | 0–0 | —   | 0–2 | 2–3 | 3–1 | 0–3 | 0–2 | 0–1 |
| Newcastle United        | 1–0 | 3–0 | 1–4 | 2–1 | 0–1 | 2–0 | 5–0 | 0–1 | 1–2 | 3–0 | 4–0 | 3–3 | 1–1 | 4–1 | —   | 4–3 | 1–0 | 2–1 | 0–2 | 3–0 |
| Nottingham Forest       | 0–0 | 2–1 | 1–1 | 0–2 | 7–0 | 0–1 | 1–0 | 0–1 | 0–1 | 1–0 | 2–2 | 1–1 | 1–0 | 1–0 | 1–3 | —   | 3–2 | 1–0 | 3–0 | 1–1 |
| Southampton             | 1–2 | 0–3 | 1–3 | 0–5 | 0–4 | 1–5 | 1–1 | 1–0 | 1–2 | 1–1 | 2–3 | 2–3 | 0–0 | 0–3 | 1–3 | 0–1 | —   | 0–5 | 0–1 | 1–2 |
| Tottenham Hotspur       | 0–1 | 4–1 | 2–2 | 3–1 | 1–4 | 3–4 | 0–2 | 4–0 | 1–1 | 1–2 | 1–2 | 3–6 | 0–1 | 1–0 | 1–2 | 1–2 | 3–1 | —   | 4–1 | 2–2 |
| West Ham United         | 2–5 | 1–2 | 2–2 | 0–1 | 1–1 | 0–3 | 0–2 | 0–0 | 3–2 | 4–1 | 2–0 | 0–5 | 1–3 | 2–1 | 0–1 | 1–2 | 1–1 | 1–1 | —   | 2–1 |
| Wolverhampton Wanderers | 0–1 | 2–0 | 2–4 | 1–1 | 0–2 | 2–6 | 2–2 | 1–1 | 1–2 | 1–2 | 3–0 | 1–2 | 1–2 | 2–0 | 1–2 | 0–3 | 2–0 | 4–2 | 1–0 | —   |

### Elhalasztott mérkőzések
Az egyetlen alkalom, hogy a szezonban elhalasztottak egy mérkőzést, 2024. december 7-én volt, mikor időjárási körülmények miatt az Everton és a Liverpool mérkőzését más időpontra kellett helyezni.

## Statisztikák

### Gólok
| Helyezés | Játékos              | Csapat                  | Gólok |
| -------- | -------------------- | ----------------------- | ----- |
| 1        | Mohamed Szaláh       | Liverpool               | 29    |
| 2        | Alexander Isak       | Newcastle United        | 23    |
| 3        | Erling Haaland       | Manchester City         | 22    |
| 4        | Bryan Mbeumo         | Brentford               | 20    |
| 4        | Chris Wood           | Nottingham Forest       | 20    |
| 6        | Yoane Wissa          | Brentford               | 19    |
| 7        | Ollie Watkins        | Aston Villa             | 16    |
| 8        | Matheus Cunha        | Wolverhampton Wanderers | 15    |
| 8        | Cole Palmer          | Chelsea                 | 15    |
| 10       | Jean-Philippe Mateta | Crystal Palace          | 14    |
| 10       | Jørgen Strand Larsen | Wolverhampton Wanderers | 14    |

| Összes gólszerző |
| --- |

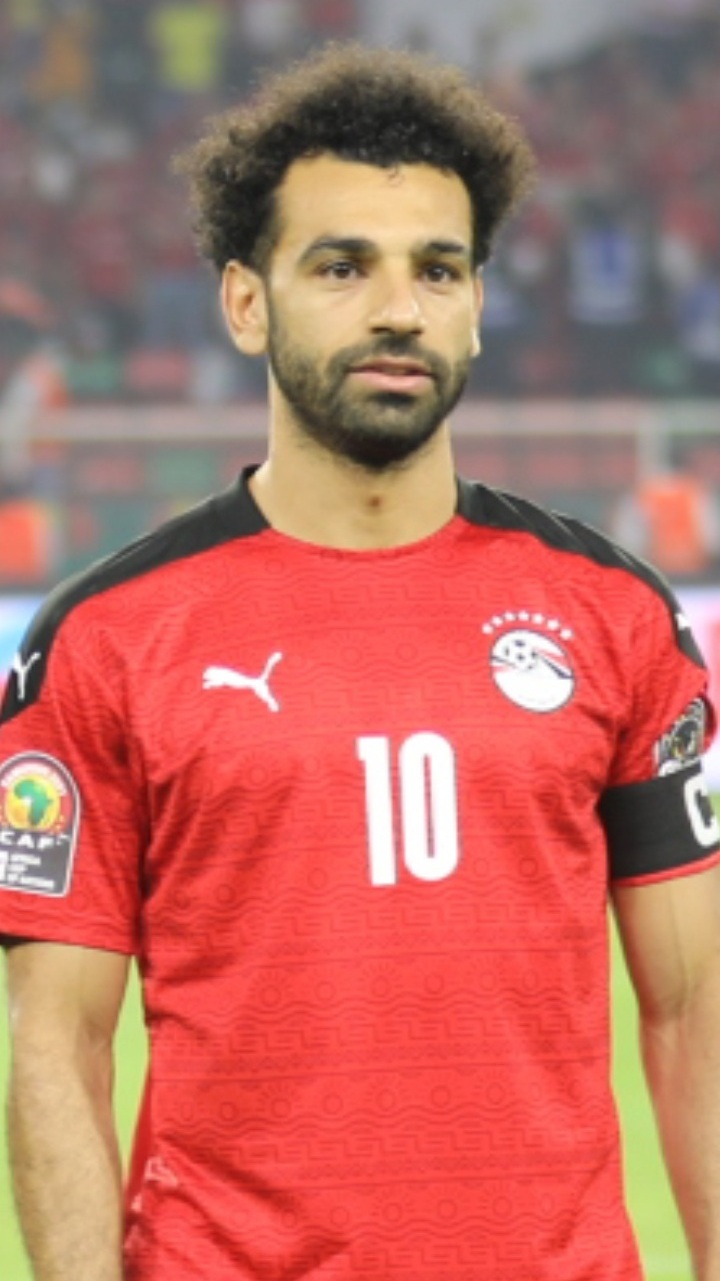
Mohamed Szaláh, a szezon gólkirálya

| 29 gólos - Mohamed Szaláh (Liverpool) 23 gólos - Alexander Isak (Newcastle United) 22 gólos - Erling Haaland (Manchester City) 20 gólos - Bryan Mbeumo (Brentford) - Chris Wood (Nottingham Forest) 19 gólos - Yoane Wissa (Brentford) 16 gólos - Ollie Watkins (Aston Villa) 15 gólos - Matheus Cunha (Wolverhampton Wanderers) - Cole Palmer (Chelsea) 14 gólos - Jean-Philippe Mateta (Crystal Palace) - Jørgen Strand Larsen (Wolverhampton Wanderers) 13 gólos - Jarrod Bowen (West Ham United) - Luis Díaz (Liverpool) 12 gólos - Liam Delap (Ipswich Town) - Raúl Jiménez (Fulham) - Justin Kluivert (Bournemouth) 11 gólos - Brennan Johnson (Tottenham Hotspur) - Antoine Semenyo (Bournemouth) - Kevin Schade (Brentford) 10 gólos - Evanilson (Bournemouth) - Cody Gakpo (Liverpool) - Nicolas Jackson (Chelsea) - Mitoma Kaoru (Brighton & Hove Albion) - Danny Welbeck (Brighton & Hove Albion) 9 gólos - Harvey Barnes (Newcastle United) - Kai Havertz (Arsenal) - Alex Iwobi (Fulham) - James Maddison (Tottenham Hotspur) - Iliman Ndiaye (Everton) - Dominic Solanke (Tottenham Hotspur) - Tomáš Souček (West Ham United) - Jamie Vardy (Leicester City) 8 gólos - Amad (Manchester United) - Beto (Everton) - Eberechi Eze (Crystal Palace) - Bruno Fernandes (Manchester United) - Gabriel Martinelli (Arsenal) - Rodrigo Muniz (Fulham) - Jacob Murphy (Newcastle United) - João Pedro (Brighton & Hove Albion) - Morgan Rogers (Aston Villa) - Ismaïla Sarr (Crystal Palace) - Leandro Trossard (Arsenal) 7 gólos - Jhon Durán (Aston Villa) - Phil Foden (Manchester City) - Morgan Gibbs-White (Nottingham Forest) - Dejan Kulusevski (Tottenham Hotspur) - Noni Madueke (Chelsea) - Omar Marmús (Manchester City) - Mikel Merino (Arsenal) - Dango Ouattara (Bournemouth) - Szon Hungmin (Tottenham Hotspur) 6 gólos - Anthony Elanga (Nottingham Forest) - Enzo Fernández (Chelsea) - Alejandro Garnacho (Manchester United) - Anthony Gordon (Newcastle United) - Mateo Kovačić (Manchester City) - Yankuba Minteh (Brighton & Hove Albion) - Marcus Rashford (Manchester United/Aston Villa) - Bukayo Saka (Arsenal) - Emile Smith Rowe (Fulham) - Szoboszlai Dominik (Liverpool) - Harry Wilson (Fulham) 5 gólos - Jordan Ayew (Leicester City) - Marc Cucurella (Chelsea) - Bruno Guimarães (Newcastle United) - Joško Gvardiol (Manchester City) - Jack Hinshelwood (Brighton & Hove Albion) - Callum Hudson-Odoi (Nottingham Forest) - Diogo Jota (Liverpool) - Mohammed Kudus (West Ham United) - Alexis Mac Allister (Liverpool) - Nikola Milenković (Nottingham Forest) - Christian Nørgaard (Brentford) - Darwin Núñez (Liverpool) - Georginio Rutter (Brighton & Hove Albion) 4 gólos - Raján Aít-Núri (Wolverhampton Wanderers) - Facundo Buonanotte (Leicester City) - Kevin De Bruyne (Manchester City) - Rasmus Højlund (Manchester United) - Joelinton (Newcastle United) - Dwight McNeil (Everton) - Daniel Muñoz (Crystal Palace) - Pedro Neto (Chelsea) - Ethan Nwaneri (Arsenal) - Paul Onuachu (Southampton) - Lucas Paquetá (West Ham United) - Thomas Partey (Arsenal) - Declan Rice (Arsenal) - Richarlison (Tottenham Hotspur) - Fabian Schär (Newcastle United) - Ryan Sessegnon (Fulham) - Bernardo Silva (Manchester City) - Sammie Szmodics (Ipswich Town) - Sandro Tonali (Newcastle United) 3 gólos - Trent Alexander-Arnold (Liverpool) - Joe Aribo (Southampton) - Marco Asensio (Aston Villa) - Carlos Baleba (Brighton & Hove Albion) - Ross Barkley (Aston Villa) - Dominic Calvert-Lewin (Everton) - Trevoh Chalobah (Crystal Palace) - Jérémy Doku (Manchester City) - Abdoulaye Doucouré (Everton) - Niclas Füllkrug (West Ham United) - João Gomes (Wolverhampton Wanderers) - Marc Guéhi (Crystal Palace) - George Hirst (Ipswich Town) - Dean Huijsen (Bournemouth) - Omari Hutchinson (Ipswich Town) - Gabriel Jesus (Arsenal) - Curtis Jones (Liverpool) - Michael Keane (Everton) - Donyell Malen (Aston Villa) - James McAtee (Manchester City) - Eddie Nketiah (Crystal Palace) - Christopher Nkunku (Chelsea) - Martin Ødegaard (Arsenal) - Amadou Onana (Aston Villa) - Jadon Sancho (Chelsea) - Pablo Sarabia (Wolverhampton Wanderers) - Pape Sarr (Tottenham Hotspur) - Jota Silva (Nottingham Forest) - Marcus Tavernier (Bournemouth) - Youri Tielemans (Aston Villa) - Virgil van Dijk (Liverpool) - Joshua Zirkzee (Manchester United) 2 gólos - Simon Adingra (Brighton & Hove Albion) - Ola Aina (Nottingham Forest) - Carlos Alcaraz (Everton) - Elliot Anderson (Nottingham Forest) - Cameron Archer (Southampton) - Adam Armstrong (Southampton) - Yasin Ayari (Brighton & Hove Albion) - Jan Bednarek (Southampton) - Jean-Ricner Bellegarde (Wolverhampton Wanderers) - Rodrigo Bentancur (Tottenham Hotspur) - Yves Bissouma (Tottenham Hotspur) - Nathan Broadhead (Ipswich Town) - David Brooks (Bournemouth) - Tom Cairney (Fulham) - Riccardo Calafiori (Arsenal) - Fábio Carvalho (Brentford) - Ryan Christie (Bournemouth) - Nathan Collins (Brentford) - Levi Colwill (Chelsea) - Mikkel Damsgaard (Brentford) - Matthijs de Ligt (Manchester United) - Tyler Dibling (Southampton) - Matt Doherty (Wolverhampton Wanderers) - Bilál el-Hanúsz (Leicester City) - Julio Enciso (Ipswich Town) - Emerson (West Ham United) - Gabriel (Arsenal) - Rodrigo Gomes (Wolverhampton Wanderers) - Gonçalo Guedes (Wolverhampton Wanderers) - Hvang Hicshan (Wolverhampton Wanderers) - James Justin (Leicester City) - Kerkez Milos (Bournemouth) - Ezri Konsa (Aston Villa) - Tariq Lamptey (Brighton & Hove Albion) - Lisandro Martínez (Manchester United) - Stephy Mavididi (Leicester City) - Murillo (Nottingham Forest) - Jake O’Brien (Everton) - Nico O’Reilly (Manchester City) - Matt O’Riley (Brighton & Hove Albion) - Andreas Pereira (Fulham) - Jaden Philogene (Ipswich Town) - Ethan Pinnock (Brentford) - Pedro Porro (Tottenham Hotspur) - William Saliba (Arsenal) - John Stones (Manchester City) - Mathys Tel (Tottenham Hotspur) - Adama Traoré (Fulham) - Enes Ünal (Bournemouth) - Aaron Wan-Bissaka (West Ham United) - Ryan Yates (Nottingham Forest) 1 gólos - Tosin Adarabioyo (Chelsea) - Emmanuel Agbadou (Wolverhampton Wanderers) - Michail Antonio (West Ham United) - Taiwo Awoniyi (Nottingham Forest) - Leon Bailey (Aston Villa) - Calvin Bassey (Fulham) - Facundo Buonanotte (Leicester City) - Dan Burn (Newcastle United) - Moisés Caicedo (Chelsea) - Jens Cajuste (Ipswich Town) - Casemiro (Manchester United) - Matty Cash (Aston Villa) - Conor Chaplin (Ipswich Town) - Ben Chilwell (Crystal Palace) - Conor Coady (Leicester City) - Lewis Cook (Bournemouth) - Patson Daka (Leicester City) - Leif David (Ipswich Town) - Bobby Decordova-Reid (Fulham) - Justin Devenny (Crystal Palace) - Axel Disasi (Chelsea) - Matt Doherty (Wolverhampton Wanderers) - Flynn Downes (Southampton) - Harvey Elliott (Liverpool) - Christian Eriksen (Manchester United) - Romain Esse (Crystal Palace) - Pervis Estupiñán (Brighton & Hove Albion) - Wout Faes (Leicester City) - João Félix (Chelsea) - Evan Ferguson (Brighton & Hove Albion/West Ham) - Mateus Fernandes (Southampton) - Matheus França (Crystal Palace) - Gabriel (Arsenal) - Tyrique George (Chelsea) - Nico González (Manchester City) - Sablon:Country data OAR Diego Gómez (Brighton & Hove Albion) - Jack Grealish (Manchester City) - Jacob Greaves (Ipswich Town) - Brajan Gruda (Brighton & Hove Albion) - İlkay Gündoğan (Manchester City) - Taylor Harwood-Bellis (Southampton) - Danny Ings (West Ham United) - Daniel Jebbison (Bournemouth) - Reece James (Chelsea) - Vitaly Janelt (Brentford) - Ben Johnson (Ipswich Town) - Ferdi Kadıoğlu (Brighton & Hove Albion) - Boubacar Kamara (Aston Villa) - Jakub Kiwior (Arsenal) - Ibrahima Konaté (Liverpool) - Maxence Lacroix (Crystal Palace) - Mario Lemina (Wolverhampton Wanderers) - Rico Lewis (Manchester City) - Keane Lewis-Potter (Brentford) - Myles Lewis-Skelly (Arsenal) - Ian Maatsen (Aston Villa) - Harry Maguire (Manchester United) - Orel Mangala (Everton) - Stephy Mavdidi (Leicester City) - Kasey McAteer (Leicester City) - John McGinn (Aston Villa) - Vitalij Mikolenko (Everton) - Lewis Miley (Newcastle United) - Mason Mount (Manchester United) - Sam Morsy (Ipswich Town) - Marshall Munetsi (Wolverhampton Wanderers) - Reiss Nelson (Fulham) - Matheus Nunes (Manchester City) - Wilson Odobert (Tottenham Hotspur) - Dango Ouattara (Bournemouth) - William Osula (Newcastle United) - Jan Paul van Hecke (Brighton & Hove Albion) - Jacob Ramsey (Aston Villa) - Cristian Romero (Tottenham Hotspur) - Chris Richards (Crystal Palace) - Savinho (Manchester City) - Luis Sinisterra (Bournemouth) - Will Smallbone (Southampton) - Carlos Soler (West Ham United) - Ramón Sosa (Nottingham Forest) - Djed Spence (Tottenham Hotspur) - Jack Stephens (Southampton) - Ross Stewart (Southampton) - Kamaldeen Sulemana (Southampton) - Crysencio Summerville (West Ham United) - Szugavara Jukinari (Southampton) - James Tarkowski (Everton) - Jack Taylor (Ipswich Town) - Kieran Tierney (Arsenal) - Jurriën Timber (Arsenal) - Manuel Ugarte (Manchester United) - Lesley Ugochukwu (Southampton) - James Ward-Prowse (West Ham United) - Mats Wieffer (Brighton & Hove Albion) - Neco Williams (Nottingham Forest) - Ashley Young (Everton) Öngólok száma: 34 |

#### Mesterhármasok
| Játékos         | Csapat            | Ellenfél                | Eredmény | Dátum                | For.    |
| --------------- | ----------------- | ----------------------- | -------- | -------------------- | ------- |
| Erling Haaland  | Manchester City   | Ipswich Town            | 4–1 (H)  | 2024. augusztus 24.  | [ 96 ]  |
| Noni Madueke    | Chelsea           | Wolverhampton Wanderers | 6–2 (V)  | 2024. augusztus 25.  | [ 97 ]  |
| Erling Haaland  | Manchester City   | West Ham United         | 3–1 (V)  | 2024. augusztus 31.  | [ 98 ]  |
| Cole Palmer4    | Chelsea           | Brighton & Hove Albion  | 4–2 (H)  | 2024. szeptember 28. | [ 99 ]  |
| Kevin Schade    | Brentford         | Leicester City          | 4–1 (H)  | 2024. november 30.   | [ 100 ] |
| Justin Kluivert | Bournemouth       | Wolverhampton Wanderers | 4–2 (V)  | 2024. november 30.   | [ 101 ] |
| Alexander Isak  | Newcastle United  | Ipswich Town            | 4–0 (V)  | 2024. december 21.   | [ 102 ] |
| Amad            | Manchester United | Southampton             | 3–1 (H)  | 2025. január 16.     | [ 103 ] |
| Justin Kluivert | Bournemouth       | Newcastle United        | 4–1 (V)  | 2025. január 18.     | [ 104 ] |
| Dango Ouattara  | Bournemouth       | Nottingham Forest       | 5–0 (H)  | 2025. január 25.     | [ 105 ] |
| Chris Wood      | Nottingham Forest | Brighton & Hove Albion  | 7–0 (H)  | 2025. február 1.     | [ 106 ] |
| Omar Marmús     | Manchester City   | Newcastle United        | 4–0 (H)  | 2025. február 15.    | [ 107 ] |

4 – A játékos négy gólt szerzett.

### Gólpasszok

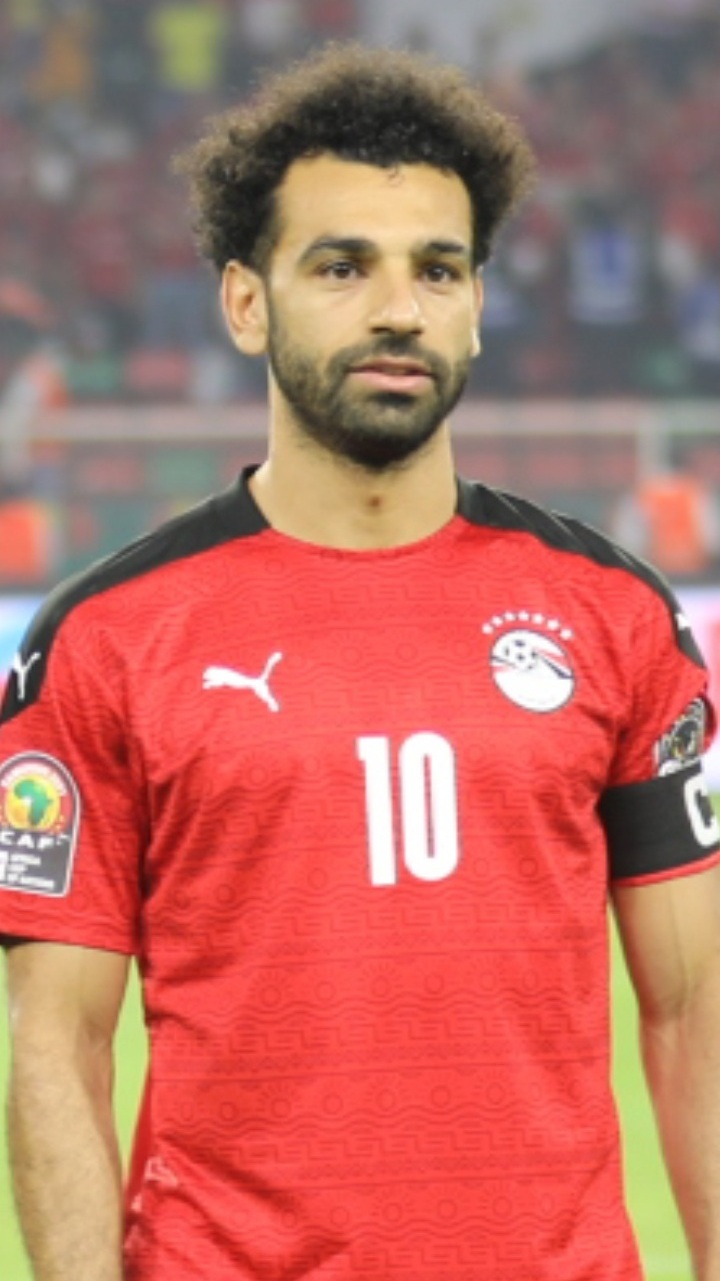
Gólkirályi címe mellett Mohamed Szaláh a legtöbb gólpasszt is adta

| Helyezés | Játékos            | Csapat            | Gólpasszok |
| -------- | ------------------ | ----------------- | ---------- |
| 1        | Mohamed Szaláh     | Liverpool         | 18         |
| 2        | Jacob Murphy       | Newcastle United  | 12         |
| 3        | Anthony Elanga     | Nottingham Forest | 11         |
| 4        | Mikkel Damsgaard   | Brentford         | 10         |
| 4        | Bruno Fernandes    | Manchester United | 10         |
| 4        | Antonee Robinson   | Fulham            | 10         |
| 4        | Morgan Rogers      | Aston Villa       | 10         |
| 4        | Bukayo Saka        | Arsenal           | 10         |
| 9        | Szon Hungmin       | Tottenham Hotspur | 9          |
| 10       | Jarrod Bowen       | Crystal Palace    | 8          |
| 10       | Eberechi Eze       | Crystal Palace    | 8          |
| 10       | Morgan Gibbs-White | Nottingham Forest | 8          |
| 10       | Martin Ødegaard    | Arsenal           | 8          |
| 10       | Cole Palmer        | Chelsea           | 8          |
| 10       | Savinho            | Manchester City   | 8          |
| 10       | Ollie Watkins      | Aston Villa       | 8          |

### Kapott gól nélküli mérkőzések
| Helyezés | Játékos           | Csapat            | Mérkőzések száma |
| -------- | ----------------- | ----------------- | ---------------- |
| 1        | David Raya        | Arsenal           | 13               |
| 1        | Matz Sels         | Nottingham Forest | 13               |
| 3        | Jordan Pickford   | Everton           | 12               |
| 4        | Dean Henderson    | Crystal Palace    | 11               |
| 5        | Ederson           | Manchester City   | 10               |
| 5        | Robert Sánchez    | Chelsea           | 10               |
| 7        | Alisson           | Liverpool         | 9                |
| 7        | André Onana       | Manchester United | 9                |
| 9        | Kepa              | Bournemouth       | 8                |
| 9        | Emiliano Martínez | Aston Villa       | 8                |
| 9        | Nick Pope         | Newcastle United  | 8                |

### Egyéb
Játékos
- Legtöbb sárga lap: 12[110]
  -  Liam Delap (Ipswich Town)
  -  Flynn Downes (Southampton)
  -  Saša Lukić (Fulham)
- Legtöbb piros lap: 2[111]
  -  Bruno Fernandes (Manchester United)
  -  Myles Lewis-Skelly (Arsenal)
  -  Jack Stephens (Southampton)

Csapat
- Legtöbb sárga lap: 99[112]
  - Chelsea
- Legtöbb piros lap: 6[113]
  - Arsenal

## Díjak

### Szezon végi díjak

#### Statisztikai díjak
| Díj                           | Játékos              | Csapat                    | Díjazás dátuma  | Mennyiség   | F.      |
| ----------------------------- | -------------------- | ------------------------- | --------------- | ----------- | ------- |
| Premier League-aranycipő      | Mohamed Szaláh       | Liverpool                 | 2024. május 25. | 29 gól      | [ 114 ] |
| Premier League-aranykesztyű   | David Raya Matz Sels | Arsenal Nottingham Forest | 2024. május 25. | 13 CS       | [ 115 ] |
| Premier League-gólpasszkirály | Mohamed Szaláh       | Liverpool                 | 2024. május 25. | 18 gólpassz | [ 114 ] |
| Legerőteljesebb gól           | Alexander Isak       | Newcastle United          | 2025. május 31. | 108,94 km/h | [ 116 ] |

#### Egyéni díjak
| Díj                      | Győztes           | Csapat          | Díjazás dátuma  | For.    |
| ------------------------ | ----------------- | --------------- | --------------- | ------- |
| A szezon menedzsere      | Arne Slot         | Liverpool       | 2025. május 27. | [ 117 ] |
| A szezon játékosa        | Mohamed Szaláh    | Liverpool       | 2025. május 24. | [ 114 ] |
| A szezon fiatal játékosa | Ryan Gravenberch  | Liverpool       | 2025. május 24. | [ 118 ] |
| FWA – Az év labdarúgója  | Mohamed Szaláh    | Liverpool       | 2025. május 9.  | [ 119 ] |
| A szezon védése          | Emiliano Martínez | Aston Villa     | 2025. május 31. | [ 120 ] |
| A szezon gólja           | Omar Marmús       | Manchester City | 2025. május 31. | [ 121 ] |

#### A szezon csapata
| Poszt           | Játékos                        | Csapat                             | For.    |
| --------------- | ------------------------------ | ---------------------------------- | ------- |
| Kapus           | Matz Sels                      | Nottingham Forest                  | [ 122 ] |
| Szélső hátvédek | Kerkez Milos Daniel Muñoz      | Bournemouth Crystal Palace         | [ 122 ] |
| Középhátvédek   | William Saliba Virgil van Dijk | Arsenal Liverpool                  | [ 122 ] |
| Középpályások   | Ryan Gravenberch Declan Rice   | Liverpool Arsenal                  | [ 122 ] |
| Támadók         | Bryan Mbeumo Mohamed Szaláh    | Brentford Liverpool                | [ 122 ] |
| Csatárok        | Alexander Isak Chris Wood      | Newcastle United Nottingham Forest | [ 122 ] |

#### Egyéb
| Díj                          | Győztes           | Díjazás dátuma  | Leírás | For.    |
| ---------------------------- | ----------------- | --------------- | --- | ------- |
| Legvalószínűtlenebb győzelem | Manchester United | 2025. május 31. | A csapat 2025. december 15-i 2–1-es győzelme a Manchester City ellen, 1–0-ás hátrányból, 88. és 90. percben szerzett gólokkal. | [ 123 ] |

### Hónap díjai
| Hónap      | A hónap edzője      | A hónap edzője          | A hónap játékosa    | A hónap játékosa  | Források        |
| Hónap      | Menedzser           | Csapat                  | Játékos             | Csapat            | Források        |
| ---------- | ------------------- | ----------------------- | ------------------- | ----------------- | --------------- |
| Augusztus  | Fabian Hürzeler     | Brighton & Hove Albion  | Erling Haaland      | Manchester City   | [ 124 ] [ 125 ] |
| Szeptember | Enzo Maresca        | Chelsea                 | Cole Palmer         | Chelsea           | [ 126 ] [ 127 ] |
| Október    | Nuno Espírito Santo | Nottingham Forest       | Chris Wood          | Nottingham Forest | [ 128 ] [ 129 ] |
| November   | Arne Slot           | Liverpool               | Mohamed Szaláh      | Liverpool         | [ 130 ] [ 131 ] |
| December   | Nuno Espírito Santo | Nottingham Forest       | Alexander Isak      | Newcastle United  | [ 132 ] [ 133 ] |
| Január     | Andoni Iraola       | Bournemouth             | Justin Kluivert     | Bournemouth       | [ 134 ] [ 135 ] |
| Február    | David Moyes         | Everton                 | Mohamed Szaláh      | Liverpool         | [ 136 ] [ 137 ] |
| Március    | Nuno Espírito Santo | Nottingham Forest       | Bruno Fernandes     | Manchester United | [ 138 ] [ 139 ] |
| Április    | Vítor Pereira       | Wolverhampton Wanderers | Alexis Mac Allister | Liverpool         | [ 140 ] [ 141 ] |
|            |                     |                         |                     |                   |                 |
| Hónap      | A hónap gólja       | A hónap gólja           | A hónap védése      | A hónap védése    | Források        |
| Hónap      | Játékos             | Csapat                  | Játékos             | Csapat            | Források        |
| Augusztus  | Cole Palmer         | Chelsea                 | David Raya          | Arsenal           | [ 142 ] [ 143 ] |
| Szeptember | Jhon Durán          | Aston Villa             | André Onana         | Manchester United | [ 144 ] [ 145 ] |
| Október    | Nicolas Jackson     | Chelsea                 | Robert Sánchez      | Chelsea           | [ 146 ] [ 147 ] |
| November   | Harry Wilson        | Fulham                  | André Onana         | Manchester United | [ 148 ] [ 149 ] |
| December   | Alexander Isak      | Newcastle United        | Emiliano Martínez   | Aston Villa       | [ 150 ] [ 151 ] |
| Január     | David Brooks        | Bournemouth             | Martin Dúbravka     | Newcastle United  | [ 152 ] [ 153 ] |
| Február    | Mitoma Kaoru        | Brighton & Hove Albion  | Kepa                | Bournemouth       | [ 154 ] [ 155 ] |
| Március    | Jens Cajuste        | Ipswich Town            | David Raya          | Arsenal           | [ 156 ] [ 157 ] |
| Április    | Carlos Baleba       | Brighton & Hove Albion  | Guglielmo Vicario   | Tottenham Hotspur | [ 158 ] [ 159 ] |